# Kontorka (obwód irkucki)
Kontorka (ros. Конторка) – wieś (sieło) w Rosji, w obwodzie irkuckim, w rejonie tajszeckim. W 2021 liczyła 192 mieszkańców.